# Prueba de ADN genealógico
Una prueba genealógica de adn consiste en examinar el genoma de una persona, mediante toma de una muestra de componentes específicos. Los resultados aportan información acerca de la genealogía (historia familiar) o linaje personal. En general, estas pruebas permiten comparar los datos obtenidos de un individuo con otros del mismo linaje o  grupos étnicos actuales e históricos. Los resultados de las pruebas no son para uso médico, para lo cual se necesitan diferentes tipos de exámenes genéticos. Estas no determinan enfermedades o trastornos genéticos específicos. Su objetivo es solamente recabar información genealógica, con ella, no solo se dispone de una información particular sino que además otras personas podrán encontrar y saber si poseen parentesco con alguien en particular.

## Procedimiento
Realizar una prueba genealógica de adn requiere obtención de una muestra de este ácido nucleico. Esto suele ser un proceso indoloro. La manera más común para tomar la muestra referida es por medio de un raspado del interior de una mejilla (también conocido como hisopo bucal). Otros métodos incluyen análisis de saliva (se escupe en una taza), enjuague bucal Después de tomar la muestra se envía a un laboratorio de pruebas.
En algunos de estos establecimientos, como el Laboratorio de Orígenes Humanos Genotipado (hogl, por sus siglas en inglés), de la Universidad de Arizona, se ofrece almacenar muestras de adn para facilitar pruebas futuras. A petición del cliente, para garantizar que ya no esté disponible para nuevos análisis, todos los laboratorios de los Estados Unidos destruirán la muestra.

## Beneficios
En virtud de la facilidad de realizar en casa las pruebas genealógicas de adn y al mismo tiempo por su utilidad al suplir la investigación genealógica, este procedimiento de identificación ha adquirido popularidad. Permiten a un individuo determinar con alta exactitud si está relacionado con otra persona dentro cierto período de tiempo, o con certeza en caso de que no haya tal relación.
Se les percibe como algo más científico, concluyente y expedito que buscar en los registros civiles. Sin embargo, están limitadas por restricciones escritas que pueden ser estudiadas. La exactitud de la información de los registros civiles siempre está sujeta a la veracidad o a la falsedad de lo que el individuo haya aportado o escrito.[cita requerida]
Los resultados de pruebas de haplogrupo q adn-y (adn-y) normalmente se establecen como probabilidades: por ejemplo, con el mismo apellido, una combinación perfecta prueba que el marcador 37/37 implica 95 % de probabilidad del ancestro común más reciente (acmr) de ocho generaciones previas, y una prueba con marcador 111 de 111 conlleva así mismo 95 % de probabilidad del acmr, relativa a sólo cinco generaciones anteriores.[cita requerida]
Tal como se ha demostrado mediante pruebas de genoma mitocondrial (adnmt), si se encuentra un marcador perfecto, los resultados pueden ser de ayuda. En algunos casos, al investigar según los métodos de la genealogía tradicional, pueden surgir dificultades debido a falta de información recabada regularmente, por ejemplo el apellido matrilineal de muchas culturas.[cita requerida]